# 血管収縮
血管収縮（けっかんしゅうしゅく）とは、血管、特に動脈と細動脈の筋壁の収縮によって生じる血管の狭窄のことである。血管拡張 の反対である。この過程は、出血をコントロールし、急性出血を軽減するために特に重要である。血管が収縮すると、血液の流れが制限される、または減少するため、体温を保持したり、血管抵抗を増加させたりする。このため、皮膚に到達する血液が少なくなり、熱の放射が少なくなるため、皮膚が青白くなる。より大きなレベルでは、血管収縮は、体が平均動脈圧を調節し維持する機序の一つである。
血管収縮を引き起こす薬は、血管収縮薬とも呼ばれ、昇圧薬の一種である。血管収縮は、通常、全身の血圧を上昇させるが、特定の組織で起こり、局所的に血流を減少させる場合もある。血管収縮の程度は、薬剤や状況によって、軽度であったり、重度であったりする。多くの血管収縮薬は、散瞳も引き起こす。血管収縮を引き起こす薬物には、抗ヒスタミン薬、充血除去薬、精神刺激薬などがある。血管収縮がひどいと、間欠跛行の症状が出ることがある。